# 倉石功
仓石功（日语：くらいし いさお、1944年4月1日—）是日本长野县长野市出生的男演员。所属经纪公司为Office宫本。他的长子是时尚设计师仓石一树。